# Ijaja (királyné)
Ijaja (ékírással 𒊩𒄿𒄿𒀀𒄿𒀀𒀸, átírással fi-ya-ya(-aš), normalizált alakban fIyayāš, i. e. 15. század) középhettita korra datálható hettita királyné, II. Cidantasz felesége. Gyermekről nem tudunk. Neve megegyezik a források és vizek hettita istennőjével, Ijaja nevével.

## Lásd még
- Hettita királynék listája
- Hettita királyok családfája

## Történelmi források
A két forrás, amely Ijaját említi:
1307/z; Horst Klengel publikálásában, fi-ya-yaabs
KUB 11.8, fi-ya-ya-anacc